# Schwabegg (Schwabmünchen)
Schwabegg ist ein Stadtteil von Schwabmünchen im schwäbischen Landkreis Augsburg. Der Ort ist Namensgeber der bis 1806 bestehenden Grafschaft Schwabegg.

## Geographie
Das Pfarrdorf Schwabegg liegt circa 30 Kilometer südlich von Augsburg und fünf Kilometer westlich von Schwabmünchen an der Halde, mit der das Staudengebiet in die Wertachebene abfällt. Dieses Gebiet gehört mit zum Erholungspark Augsburg Westliche Wälder.
Naturräumlich erstreckt sich östlich das Lechfeld, westlich steigt das Gelände zu den Stauden hin auf.

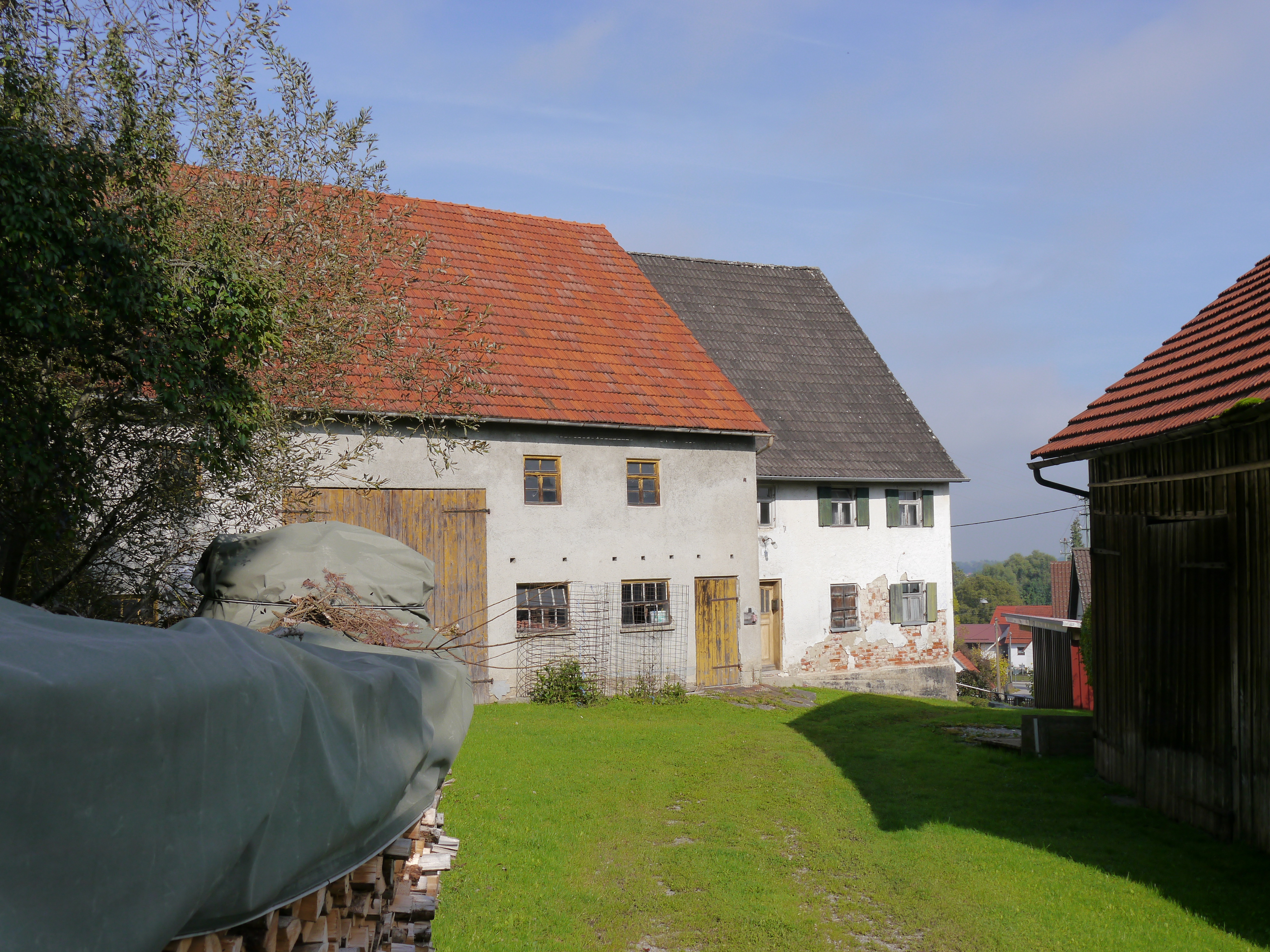
Bauernhaus 19. Jahrhundert

## Geschichte
Schwabegg war bereits in der Bronzezeit besiedelt, wie einige Lesefund belegen. Etliche Siedlungsreste aus der Römerzeit sind als Bodendenkmale geschützt. Erstmals wurde das Dorf 1110 urkundlich erwähnt. Der zugehörige Ortsteil Königshausen wird erst später 1408 erwähnt. 
Die Herren von Schwabegg waren als Inhaber der nachmaligen staufischen Herrschaft Schwabegg die Großvögte des Hochstifts Augsburg seit spätestens 980. Wie die anderen Stadtteile auch wird Schwabegg zur Schwabmünchner Urmark gerechnet. Nach der Zerstörung der Burg Schwabegg (ursprünglich auf dem Kalvarienberg Schwabegg, später auf dem Weinberg) 1371 wurde Türkheim Hauptort der Herrschaft Schwabegg. Zwar wieder aufgebaut, wurde die Burg im Bayerischen Krieg 1422 wieder teilweise zerstört und nicht wieder instand gesetzt.
Maximilian Philipp von Bayern-Leuchtenberg, Besitzer der reichsunmittelbaren Herrschaft Schwabegg, erwarb 1680 die Reichsritterschaften Mattsies von den Fuggern und Angelberg von Kurfürst Max Emanuel und fügte sie Schwabegg hinzu. Nach Maximilian Philipps Tod 1705 und der Aufhebung der Reichsacht Max Emanuels 1714 war diese nun als Grafschaft bezeichnete Herrschaft bis 1806 als kaiserliches Lehen im persönlichen Besitz der Kurfürsten von Bayern. Erst 1806 erlosch der Name Grafschaft Schwabegg mit der Einbindung des Gebiets in das Königreich Bayern.
Durch das bayerische Gemeindeedikt von 1818 entstand die Gemeinde Schwabegg, bestehend aus dem Hauptort und Königshausen. Am 1. Mai 1978 wurde Schwabegg im Zuge der Gebietsreform in Bayern in die Stadt Schwabmünchen eingegliedert. Neben dem Burgstall und der Kirche sind zwei weitere Gebäude aus dem frühen 19. Jahrhundert als Baudenkmale erhalten.
siehe auch: Liste der Baudenkmale in Schwabegg

## Sehenswürdigkeiten

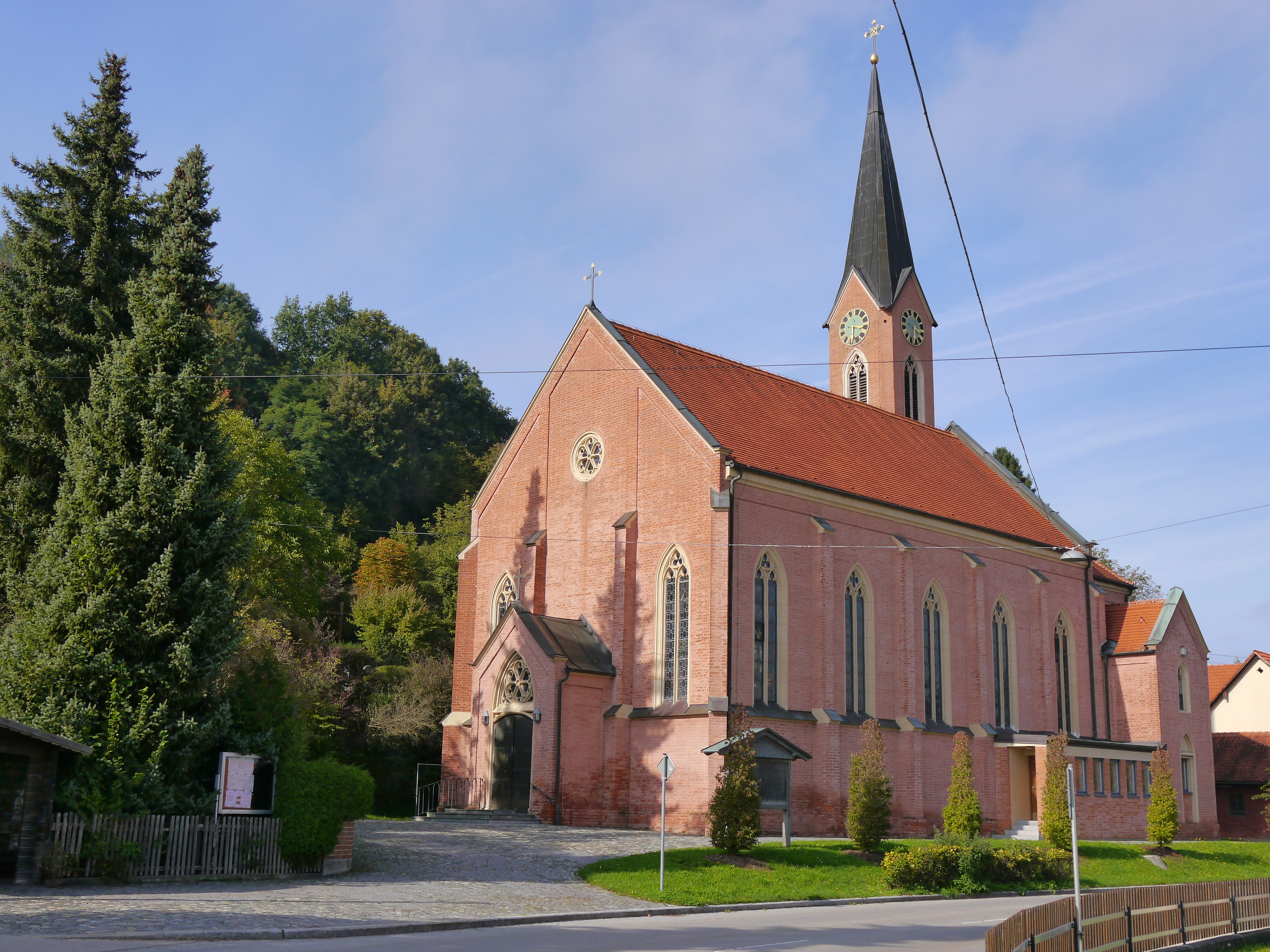
Kirche Mariä Himmelfahrt

- die neugotische Kirche Mariä Himmelfahrt, errichtet 1854

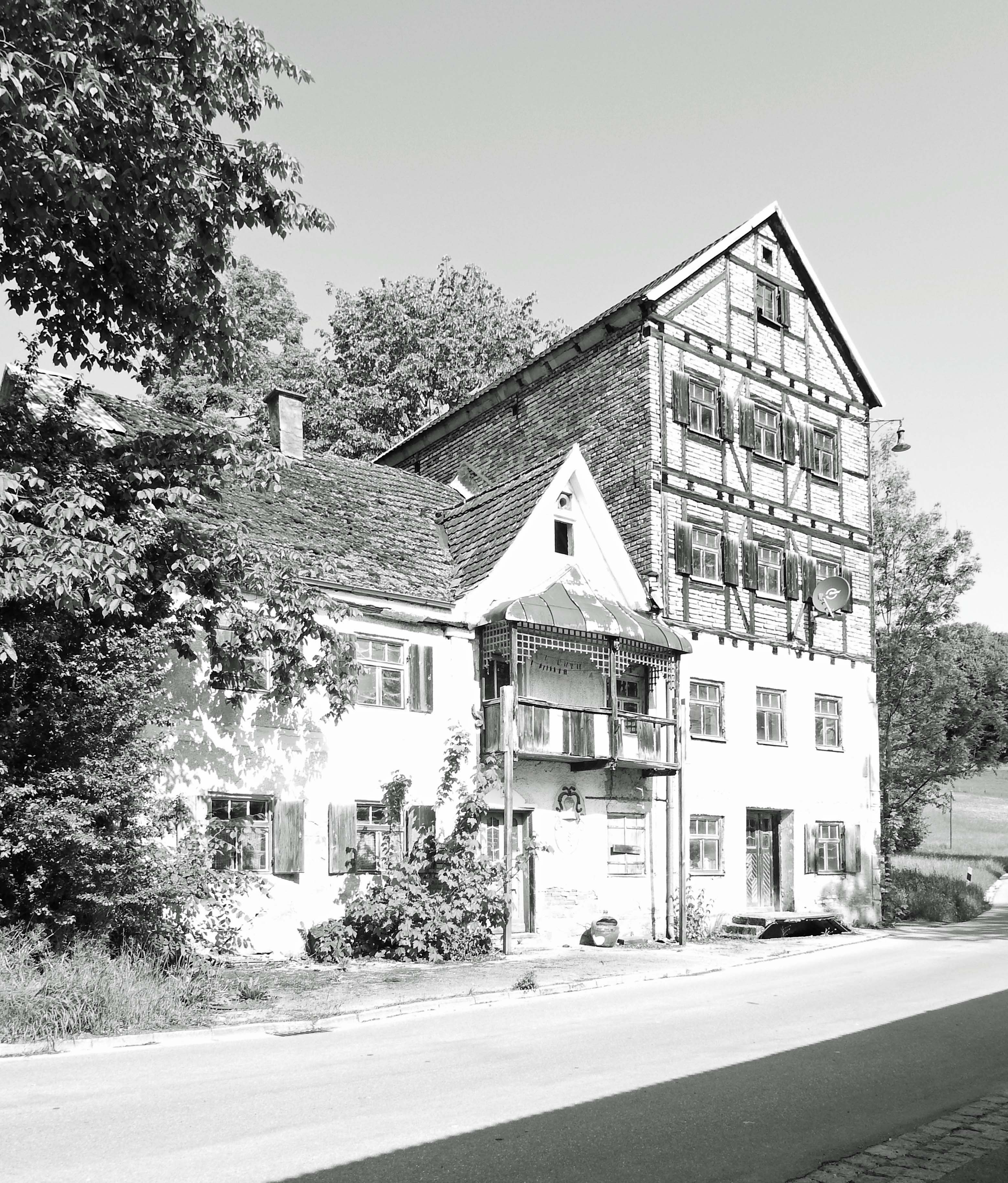
Schwabegger Mühle

- keltische Viereckschanze
- Haldenburg
- Kalvarienberg Schwabegg
- Herrgottsruh-Kapelle
- Schwabegger Mühle

## Verkehr
Einen Kilometer östlich von Schwabegg befindet sich der Flugplatz Schwabmünchen.

## Söhne und Töchter
- Josef Grotz SJ (1913–2003), deutscher Jesuit[3]
- Hans Grotz SJ (1923–2020), deutscher Jesuit und Kirchenhistoriker